# Helga Stevens
Helga Maria Augusta Stevens (ur. 9 sierpnia 1968 w Sint-Truiden) – belgijska i flamandzka prawniczka, polityk i działaczka samorządowa, posłanka do Parlamentu Flamandzkiego, członkini belgijskiego Senatu, posłanka do Parlamentu Europejskiego VIII kadencji.

## Życiorys
Ukończyła studia prawnicze na niderlandzkojęzycznym Katolickim Uniwersytecie w Leuven. Kształciła się następnie w Stanach Zjednoczonych na University of California w Berkeley. Podjęła praktykę w zawodzie adwokata. Angażowała się w działalność społeczną m.in. jako członkini zarządu federacji flamandzkich organizacji osób niesłyszących, a w latach 2005–2007 prezes Europejskiej Unii Głuchych (EUD) – Helga Stevens jest osobą niesłyszącą.
Przystąpiła do Nowego Sojuszu Flamandzkiego w Gandawie, w 2005 weszła do krajowego komitetu wykonawczego tej partii. W 2004 objęła mandat posłanki do Parlamentu Flamandzkiego, w 2007 została radną Gandawy. W tym samym roku regionalny parlament delegował ją w skład federalnego Senatu. W 2014 uzyskała mandat eurodeputowanej VIII kadencji.
Odznaczona Kawalerią Orderu Leopolda (2010).